# Едмунд Матейко

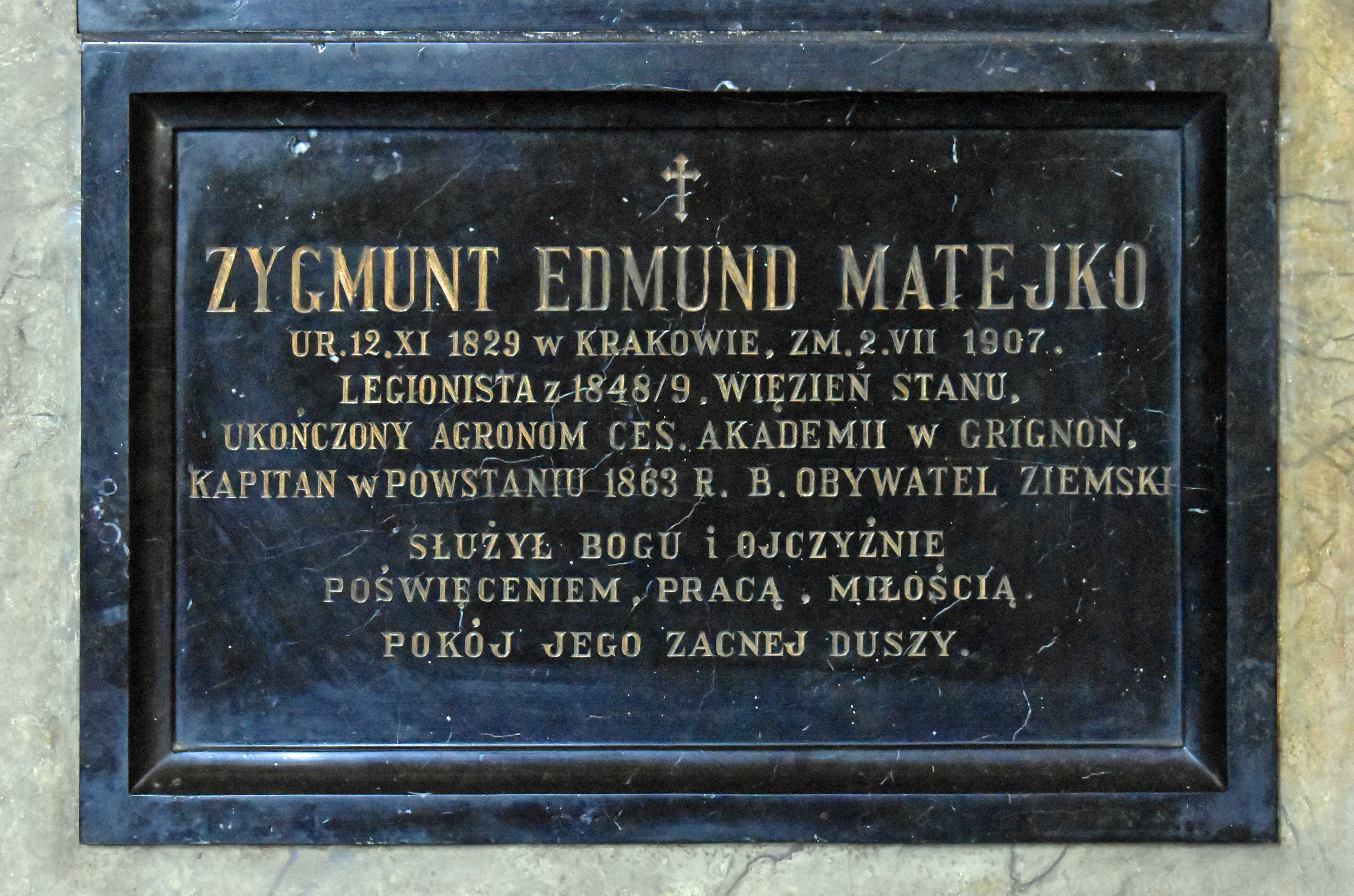
Пам’ятна дошка Едмунду Матейку в каплиці Матері Божої Піщаної в костелі кармелітів на Піску в Кракові

Едмунд Марцін Матейко, також Зигмунт Матейко (нар. 12 листопада 1829 у Кракові, пом . 2 липня 1907 там же) — польський повстанець, учасник Угорської весни народів і Січневого повстання, агроном, орендар земельних маєтків (в т.ч. Бєньчиц ), вчитель сільськогосподарської школи в Черніхові, старший брат художника Яна Матейка та молодший брат бібліотекаря та історика-славіста Францішека Матейка.
Випускник ліцею св. Анни, кілька років навчався в Ягеллонському університеті. В епоху "Весни народів" він втягнувся в змовницьку діяльність, під загрозою арешту пробрався до Угорщини, де брав участь у боях з австрійським військом. Після їх завершення повернувся до Галичини, де був заарештований, але втік і виїхав на заслання — спочатку до Великопольщі, а потім до Франції. Наприкінці 1850-х років повернувся на польські землі, брав участь у Січневому повстанні. Після його завершення орендував поміщицькі маєтки.

## Біографія

### Походження і молодість
Народився 12 листопада 1829 року. Він був другою дитиною Францішека Ксаверія Матейка (1793–1860), чеського іммігранта з околиць Градця Кралове, та його дружини Йоанни, уродженої Росберг (1802–1845), доньки німецького шорника, який оселився в Кракові ; . Едмунд отримав освіту в ліцеї Св.Анни, яку він закінчив. У 1845 році він вступив до Ягеллонського університету, після попереднього курсу філософії — на юридичний факультет . Через два роки він почав малювати в Школі образотворчих мистецтв у Кракові .

### Весна народів
Едмунд Матейко не закінчив навчання в Кракові через свою участь у політичних подіях. У 1848 році, під час Весни народів, він став учасником змови ., ймовірно, спрямованої на повернення рекрутів, взятих до австрійської армії . Під загрозою арешту він покинув Краків разом із Зигмунтом, своїм молодшим братом, і виїхав до Угорщини наприкінці того ж року ; . або в травні 1849 р . Обидва Матейки приєдналися до лав підрозділу Іполита Кучинського, який спочатку був частиною німецького легіону, дислокованого в Дольному Кубіні, у складі сил майора Арміна Гергея, який після збільшення чисельності трансформувався в самостійний легіон польських солдатів. Угорський комендант отримав від Юзефа Висоцького наказ відправити цей загін до себе до польського легіону, але зволікав з його виконанням через загрозу російського нападу, так що лише після поразки у Сент-Мартоні вцілілі поляки приєдналися до підрозділів Висоцького  ; .
Під час кампанії брати воювали в битвах під Банфіхунядом, Вагом і Туросентмартоном (Szent Marton), де Зигмунт загинув навесні 1849 року ; . Едмунд вижив і опинився в Трансільванії, де приєднався до військ Юзефа Бема. У лавах 2-го піхотного батальйону Трансільванського легіону він досяг звання лейтенанта ; . Після поразки угорського повстання намагався повернутися до Галичини. Проте він потрапив у полон до австрійців під час спроби потрапити в ці райони  або в самому Кракові ; . Відправлений до штрафної роти у фортеці Комарно, він утік із транспорту полонених під Могилянами. Деякий час переховувався в Клечі Гурній, після чого покинув Галичину та виїхав до Великопольщі. Він знайшов роботу в маєтку Дезидерія Хлаповського в Туреві, але, переслідуваний прусською поліцією, вирішив залишити польські землі ; ; .

### Еміграція та повернення в країну

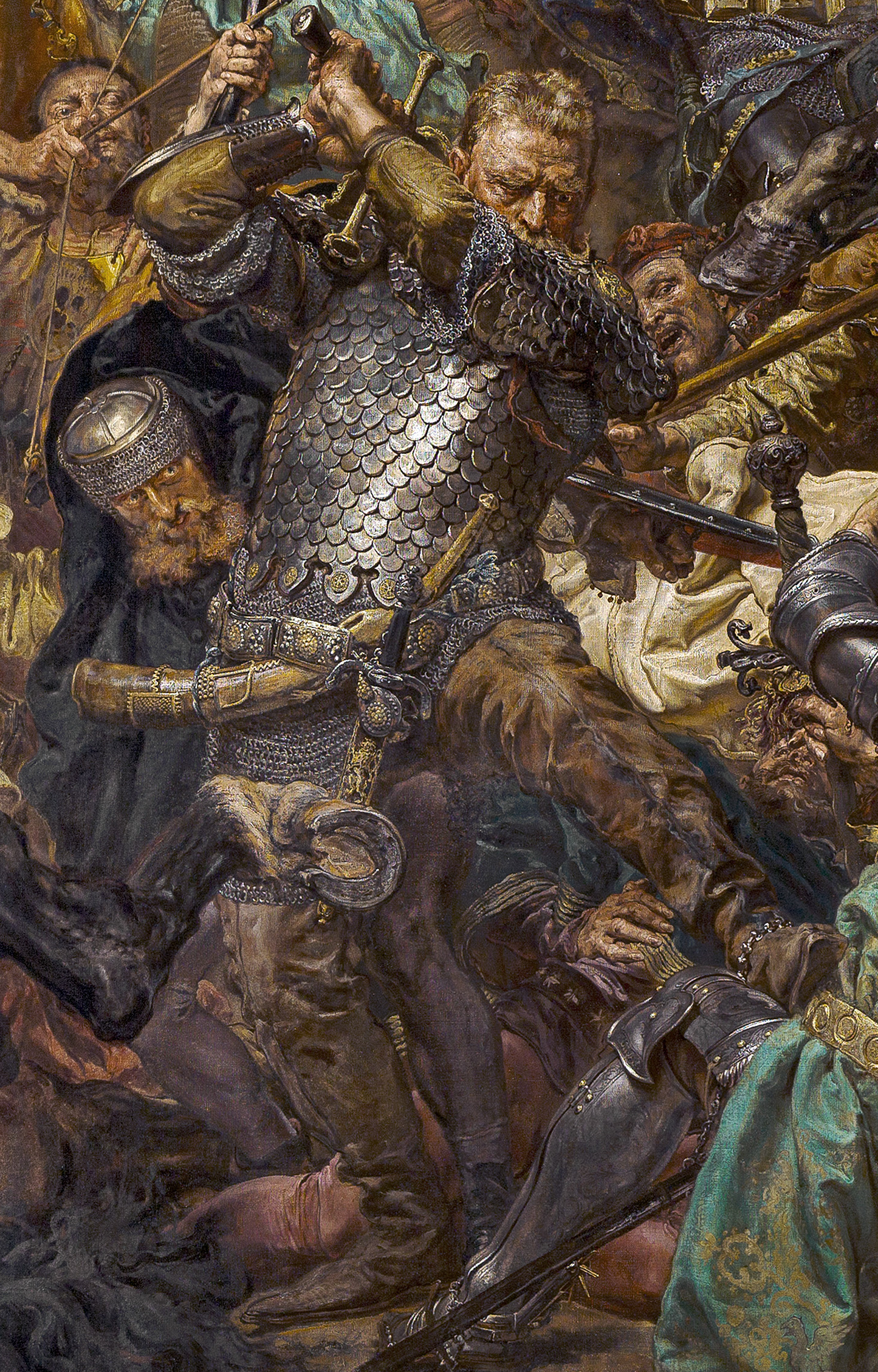
Фрагмент картини "Грюнвальдська битва" Яна Матейка - Едмунд Матейко позував як герой Яна Жижки

Матейко виїхав на еміграцію до Франції. Там він спочатку закінчив польську школу на Монпарнасі, а потім з відзнакою закінчив сільськогосподарську школу в Гріньйоні поблизу Парижу . Він підтримував зв’язок із родиною листами . Через кілька років він вирішив повернутися, що відбулося після 1857 року. Через те, що він не отримав дозволу оселитися в Галичині, він потрапив на Волинь, де орендував маєтки або найнявся їх управителем. Потім поїхав до Плоцького намісництва, де керував маєтками графа Вавжинця Енгестрема. У 1860 році був обраний членом Сільськогосподарського товариства .

### Січневе повстання
Повернувся до Кракова перед початком Січневого повстання. Побоюючись арешту (у зв'язку зі справою про порятунок новобранців), він почав використовувати ім'я та документи свого загиблого брата. Тому в пізніших біографіях обох плутали один з одним. Після початку повстання  в лютому 1863 року він приєднався до загону полковника Леона Чеховського та майора Владислава Енглерта, також ветеранів бойових дій в Угорщині. Він отримав звання капітана і командував ротою карабінерів. Після поразки партії Чеховського (20 березня) повернувся до Кракова. Проте вже у квітні того ж року він знову вступив у збройну боротьбу, взявши з собою свого брата Казимира. Приєднався до гілки Юзефа Мінєвського. Він воював під Кшикавкою, де став свідком смерті Франческо Нулло. Після поразки він повернувся до Кракова (7 травня), де був заарештований за участь у сутичці біля Шклярів і ув'язнений у Вавелі, тодішній цитаделі австрійської фортеці. Схоже, що він знову здобув свободу в березні 1864 року.

### Роки після повстання
1 квітня 1864 року отримав посаду вчителя тваринництва та сільськогосподарської адміністрації в сільськогосподарській школі в Черніхові. Рік там викладав, потім звільнився . У 1869 році він орендував село Бєнчиці, яке належало колегіалі св. Флоріана в Кракові. Наступні двадцять чотири роки він провів там, беручи участь в освітніх і соціальних кампаніях, але, хоча кажуть, що він «керував ними зразково» , він не досяг фінансового успіху. Він вліз у борги, за які йому допоміг розплатитися Ян Матейко у 80-х роках. Згодом він звільнився ; . Переїхав до Кракова, де провів решту життя. Помер 2 липня 1907 року, похований на Раковицькому цвинтарі .

### Особисте життя

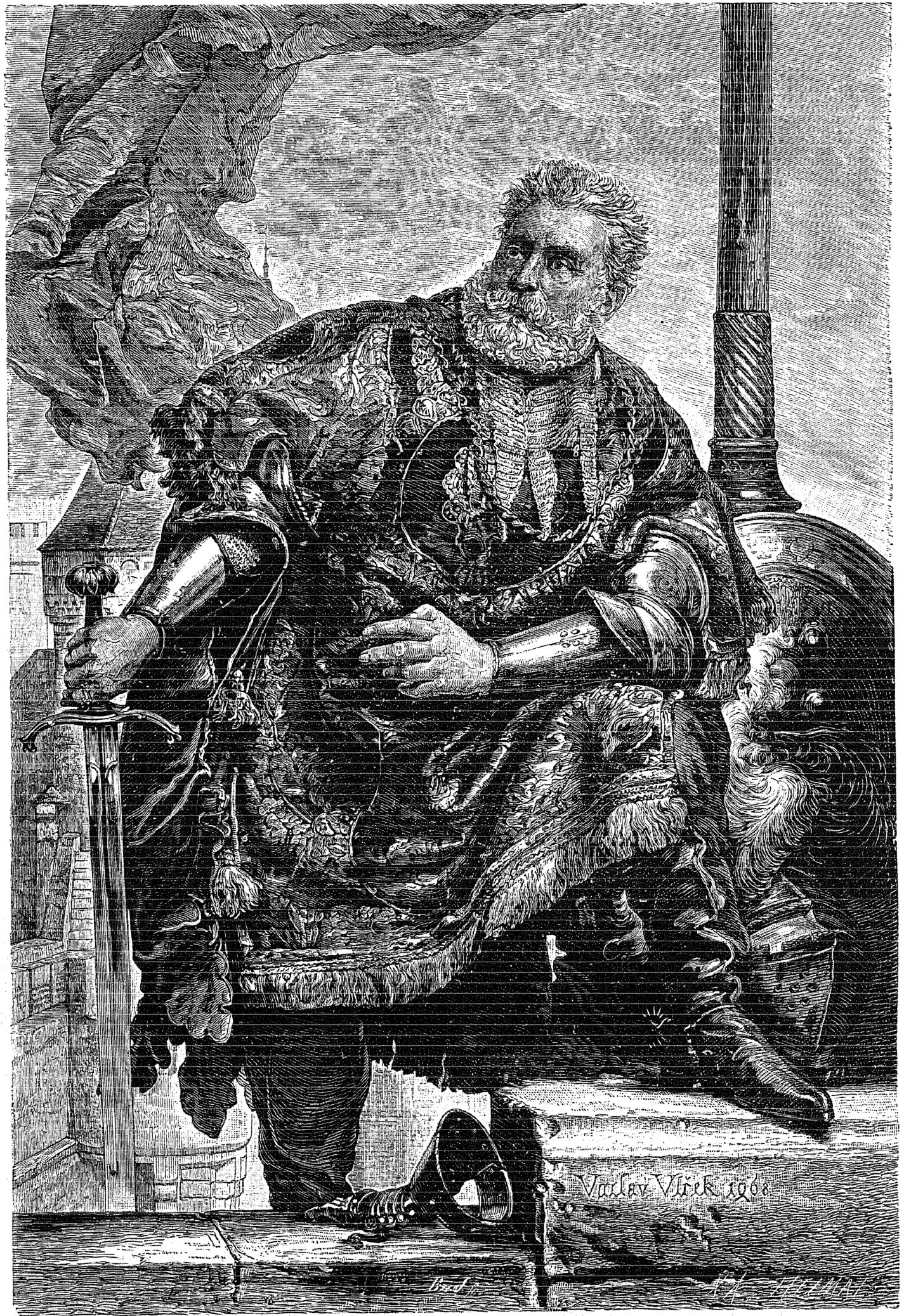
Репродукція картини Яна Матейка «Вацлав Вільчек захищає костел у Тшебові», для якої також позував Едмунд

Едмунд Матейко одружився з Кларою, уродженою Віташевською . Він мав з нею двох синів .
У дитячих спогадах Яна Матейка Едмунд запам’ятався як турботливий  брат , який, за словами Маріана Горжковського, секретаря художника, навчив його читати разом зі старшим із його братів і сестер Францішеком . Відомо, що після взяття молодшого брата зі школи св. Барбари (де він зовсім не впорався), успішно підготував його до вступного іспиту в ліцей св. Анни влітку 1848 року ; ; . За словами Ісидора Яблонського, листи з еміграції, в яких він описував Париж і картинні галереї, згодом викликали в молодого художника бажання відвідати це місто . Навесні 1864 року, коли його старший брат був ув'язнений на Вавелі, Ян доклав зусиль, щоб забезпечити йому кращі умови, які закінчилися успішно .
Едмунд був присутній на весіллі свого брата з Теодорою Ґібултовською (за словами Станіслави Серафінської, її племінниці, він був ще холостяком), хоча, як і решта його братів і сестер, він не схвалював ці стосунки . Влітку 1871 року Ян і Едмунд разом відвідали Францішека, який перебував у психіатричній лікарні у Відні. Стосунки між братами не завжди були теплими — у листопаді того ж року, коли Ян купував у своїх братів і сестер будинок на Флоріанській, Едмунд виступив проти цього й уклав угоду з братом досить неохоче, не шкодуючи його злоби . Однак це не призвело до розриву контактів між ними. Коли у 1876 році художник придбав маєток у Кшеславіце, цей вибір був продиктований близькістю Бєнчиць, орендованих його старшим братом . Едмунд разом зі своєю родиною спостерігав за вмираючим Яном .
За словами Горжковського, митець суттєво матеріально підтримував свого брата, сплачуючи йому щомісяця певну суму грошей, а також викупив його вексель (1886) та розрахувався з боргами (1892), незважаючи на власні проблеми. Крім того, він виховував одного з його синів .
Едмунд залишив щоденники. Мав певний малярський талант . Перебуваючи у в'язниці на Вавелі, він розфарбовував копії альбому Яна Матейка «Одяг у Польщі», виданого 1860 року ; ; . Пізніше він позував своєму братові як постать Яна Жижка на полотні «Грюнвальдська битва» та персонажу картини «Вацлав Вільчек, який захищає костел у Тшебові»  ; .

## Виноски
1. 1 2 3 4 5 6  PSB.
2. 1 2  Antecka та Buyko, 2014.
3. 1 2  PSB.
4. 1 2  Zgórniak, 2004.
5. 1 2 3 4 5 6  Słoczyński, 2000.
6. 1 2 3 4 5 6  Szypowska, 1988.
7. 1 2  Kovács, 1999.
8. ↑  Kovács, 2016.
9. 1 2 3 4 5  Szypowska, 1988.
10. 1 2 3  Miezian, 2014.
11. 1 2  PSB; Kovács, 2016.
12. 1 2 3 4  PSB.
13. 1 2  Gorzkowski, 1896.
14. ↑  Sołysik, 2019.
15. ↑  Lempart, 2011.
16. 1 2  Gorzkowski, 1993.
17. ↑  Gorzkowski, 1993.